# Lamprozona chilensis
Lamprozona chilensis là một loài ruồi trong họ Asilidae. Lamprozona chilensis được Hermann miêu tả năm 1912.